# Dahakalikasthan
Dahakalikasthan (nep. दहकालिकास्थान) – gaun wikas samiti w zachodniej części Nepalu w strefie Seti w dystrykcie Doti. Według nepalskiego spisu powszechnego z 2001 roku liczył on 424 gospodarstw domowych i 2594 mieszkańców (1281 kobiet i 1313 mężczyzn).